# 党卫队和警察领袖
党卫队和警察领袖是納粹德國設立的一個职衔，這個职衔主要授予在党卫队和秩序警察任職的高級官員，此职衔在二战前以及二战期间，在納粹德國境内以及被侵占的外国领土上都曾颁发过。